# Pedionomus torquatus
Il vagabondo delle pianure (Pedionomus torquatus Gould, 1840) è un uccello dell'ordine dei Caradriiformi (Charadriiformes) originario dell'Australia, unico rappresentante della famiglia dei Pedionomidi (Pedionomidae).

## Descrizione

### Dimensioni
Misura 19 cm di lunghezza, per un peso di 55-95 g.

### Aspetto

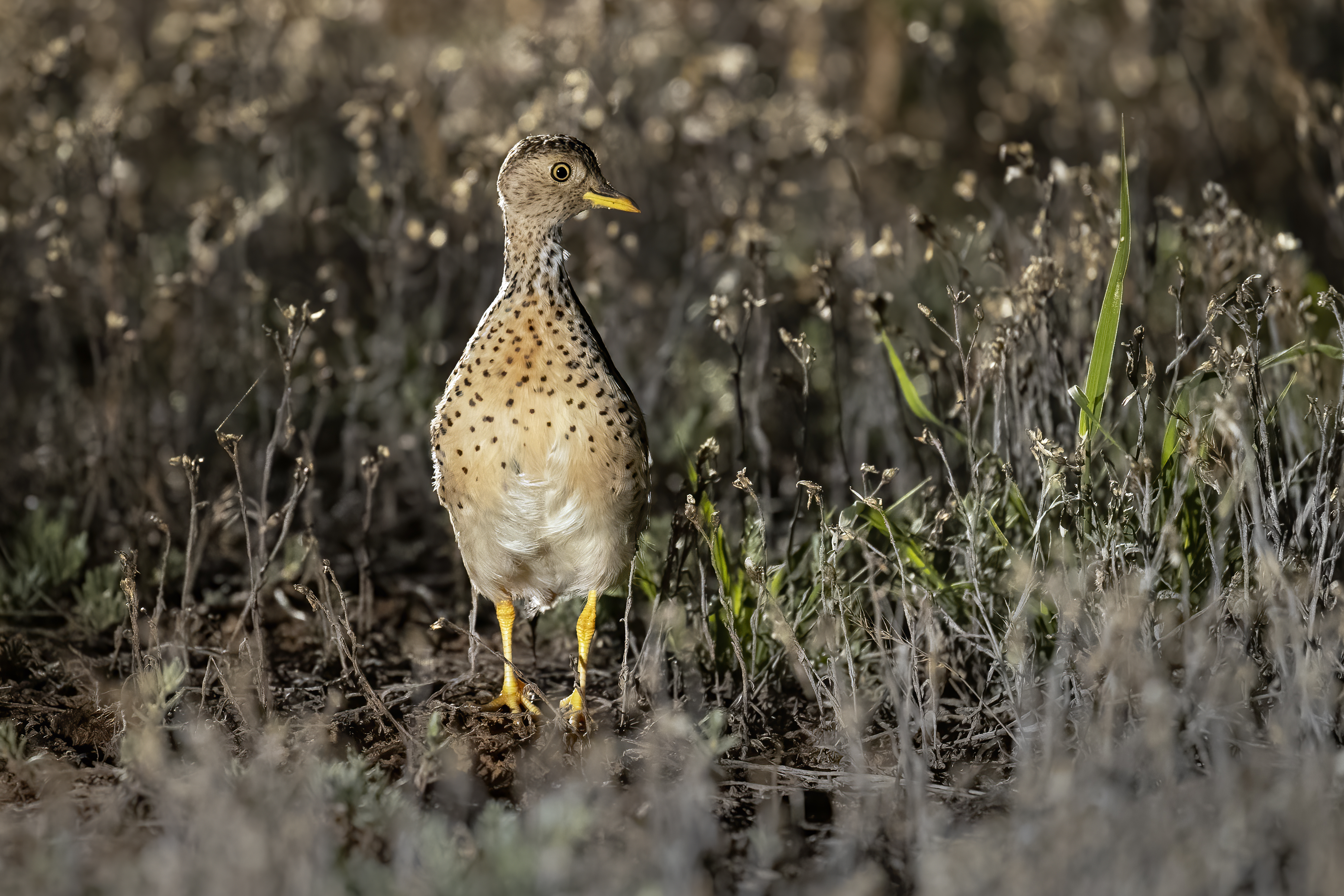
La specie necessita di uno strato di vegetazione vicina al suolo in cui trovare cibo e riparo.

Come nelle quaglie tridattile, la femmina è più grande e ha colori più sgargianti del maschio. La sagoma è abbastanza simile alla loro, tozza e con ali corte e arrotondate. Il becco è di medie dimensioni e sottile, color crema o giallo chiaro, con il culmen marrone scuro. I tarsi e i piedi, che hanno quattro dita, hanno la stessa colorazione del becco. Il colore della zona orbitale glabra si intensifica durante il periodo di nidificazione. I sessi sono differenti.
Nel maschio adulto la zona che va dalla fronte fino alla nuca e al retro del collo è marrone chiaro, con scaglie nere e striature bianche che diventano più evidenti sulla parte posteriore della testa. La faccia va dal biancastro al color camoscio, con forti striature bruno-nerastre sulle guance e sulle copritrici auricolari. Il mento e la gola sono bianchi e diventano camoscio o camoscio-biancastro con sottili macchioline bruno-nerastre sulla parte anteriore e i lati del collo. Il petto, i fianchi e le copritrici del sottocoda vanno dal camoscio all'arancio-camoscio con dei segni a mezzaluna bruno-nerastri, mentre il ventre è bianco e privo di macchie. Ogni piuma delle parti inferiori presenta un segno o una striatura centrale bruno-nerastra. Il dorso e le piccole copritrici presentano una colorazione marrone chiaro con vermicolature bruno-nerastre e striature bianche, mentre le grandi copritrici sono camoscio-crema. Le penne remiganti sono scure con una macchia chiara alla base delle primarie, visibile quando l'animale è in volo. Visibile è pure un largo bordo camoscio-crema che si insinua dalle secondarie alle primarie interne. Il sottoala è prevalentemente grigio chiaro.
Nella femmina adulta il piumaggio è abbastanza simile nel complesso a quello del maschio, ma è molto più vivacemente colorato. Si distingue anche per un largo collare nero caratteristico, fortemente striato e punteggiato di bianco, e per la parte alta del petto, che presenta una spessa fascia rossa. I lati della testa sono più vividi e lucenti. Il bordo superiore del collare è più riccamente colorato di bruno-rossiccio. La femmina ha un tratto sopracciliare simile che si estende dalla nuca fino al di sopra dell'occhio, lungo la parte superiore delle copritrici auricolari. I giovani somigliano molto ai maschi adulti. Si differenziano però per il piumaggio nettamente più macchiato: scaglie bianche sul cappuccio e chevron bruno-nerastri più evidenti ovunque.

## Biologia
Diversamente che in cattività, in natura i vagabondi delle pianure vengono avvistati raramente durante il giorno. Svolgono infatti le loro attività soprattutto al tramonto e durante la notte. Sono uccelli prevalentemente solitari, che vivono comunque in coppia durante il periodo di nidificazione e in piccoli gruppi familiari durante il periodo post-riproduttivo. In caso di pericolo, si rannicchiano a terra rimanendo immobili o fuggono rapidamente correndo, con la testa abbassata, le ali talvolta tenute spiegate e le piume del corpo arruffate. Il loro volo è meno pesante di quello della quaglia, ma prendono il volo solo in caso di un reale pericolo. In aria tengono le ali in posizione inclinata, con il corpo che effettua lievi movimenti laterali di torsione. I vagabondi delle pianure atterrano occasionalmente sui pali di recinzione o su altre posizioni elevate dalle quali possono scrutare i dintorni. Quando volano di giorno, adottano una posizione più inclinata e un'andatura più irregolare rispetto alla notte, senza dubbio per proteggersi dai loro predatori naturali, il falco bruno e l'albanella macchiata. Quando camminano, di tanto in tanto i vagabondi delle pianure si fermano, alzano la testa e si sollevano in punta di piedi per osservare l'ambiente circostante. Sono uccelli estremamente vulnerabili, che possono essere catturati a mani nude o con un retino per farfalle se di notte vengono abbagliati con una forte luce.

### Alimentazione

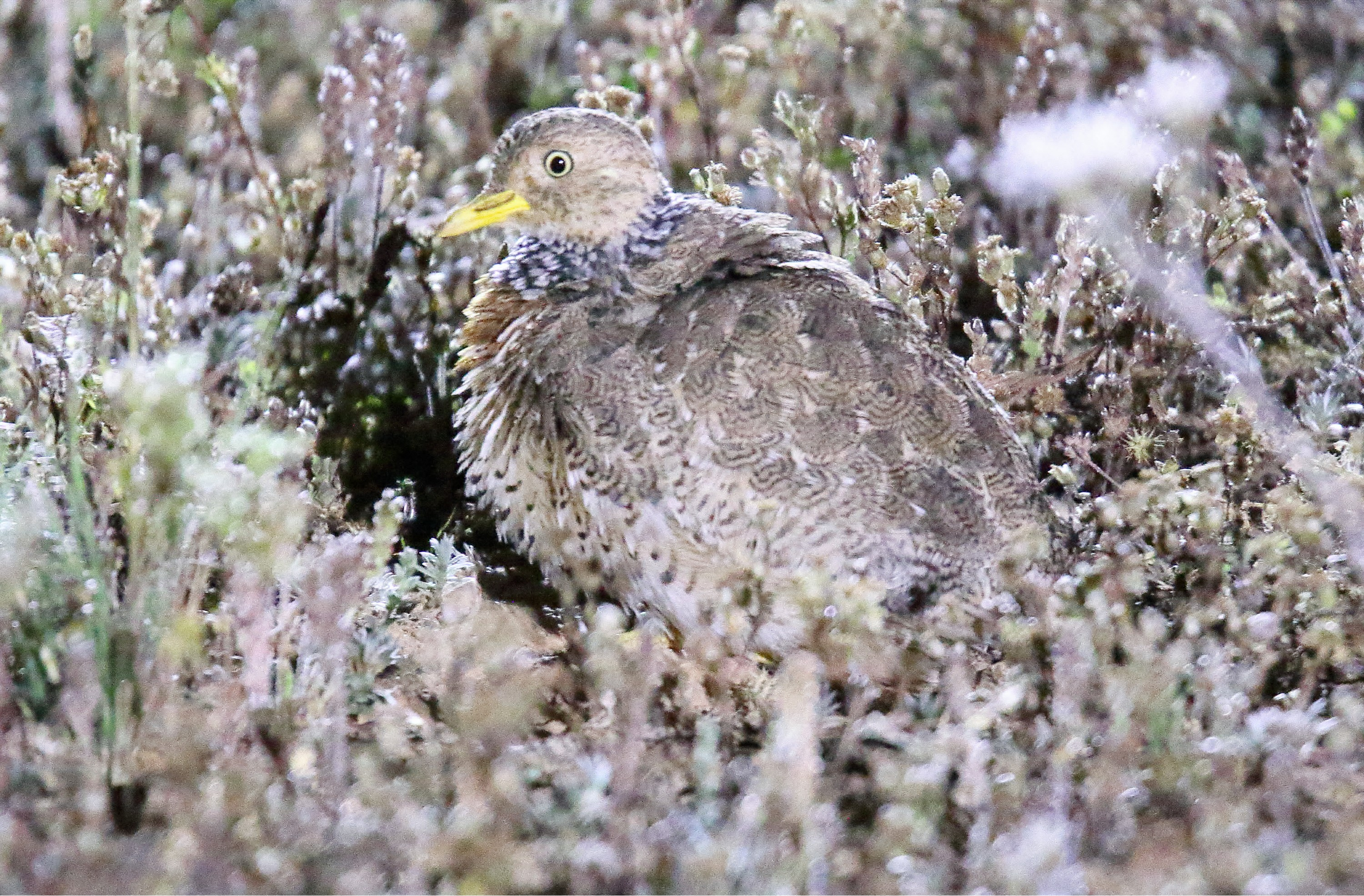
Quando c'è abbastanza vegetazione la specie riesce a mimetizzarsi alla perfezione.

Il vagabondo delle pianure consuma una grande varietà di semi, sia maturi che caduti sul terreno. Si nutre inoltre di foglie, insetti, ragni e copre il proprio fabbisogno idrico grazie all'umidità contenuta nella vegetazione. Sebbene si nutra di vegetali e di artropodi durante tutto l'anno, le proporzioni variano a seconda delle stagioni. I semi delle graminacee predominano in estate, quelli di Atriplex in inverno. Gli artropodi costituiscono la parte più importante del menu in primavera. Arenaria, ghiaia e piccoli frammenti di ciottoli vengono ingeriti per facilitare la digestione.

### Riproduzione
La femmina sembra essere poliandrica e possiede, almeno occasionalmente, diversi partner successivi, sebbene in cattività stabilisca legami privilegiati e stretti con un solo maschio. Quando è il momento di nidificare, generalmente sceglie un sito in una prateria composta da erbe perenni ed effimere, talvolta dove la vegetazione è più fitta, in un campo di orzo recentemente mietuto o in un campo di grano o di avena. I nidi vengono posti in una cavità scavata dalla femmina e sono rivestiti con paglia, fili d'erba e talvolta vegetali intrecciati in modo da formare una sorta di tetto. Quando il clima è particolarmente umido, la femmina può nidificare due volte nel corso della stessa stagione. Essa depone da 2 a 5 uova bianco-verdastre, macchiate e chiazzate di marrone e di grigio. In cattività è in grado di deporre covate sostitutive. In linea di massima, dell'incubazione si occupa il solo maschio, che si assume anche la responsabilità dell'educazione e della supervisione dei piccoli. I pulcini raggiungono l'indipendenza a due mesi, quando le loro copritrici primarie sono completamente sviluppate. La nidificazione può aver luogo praticamente in qualsiasi mese dell'anno, anche se in marzo e in aprile sono stati trovati solo pochi nidi occupati. Il numero di covate è più numeroso tra fine agosto e novembre, talvolta con una seconda covata in gennaio-febbraio nel Nuovo Galles del Sud. La riproduzione può comunque essere soggetta a molte variazioni regionali: il picco riproduttivo si riscontra da metà agosto all'inizio di gennaio nell'Australia Meridionale, all'inizio di ottobre nello stato del Victoria, in autunno e all'inizio dell'inverno nel Queensland.
Altri fattori, specialmente le precipitazioni, giocano un ruolo di spicco nel successo riproduttivo. Quando le precipitazioni sono nella media, la formazione delle coppie avviene in luglio, la deposizione delle uova in agosto e l'allevamento dei piccoli in settembre. In caso di ritardo delle piogge, la nidificazione può essere rimandata all'autunno e proseguire fino alla primavera. Il successo riproduttivo è maggiore quando le precipitazioni sono medie, piuttosto che in caso di siccità o di precipitazioni elevate. Negli anni in cui le condizioni si rivelano troppo dure, i vagabondi delle pianure possono anche astenersi dal riprodursi. I giovani raggiungono la maturità sessuale alla fine del loro primo anno.

## Distribuzione e habitat

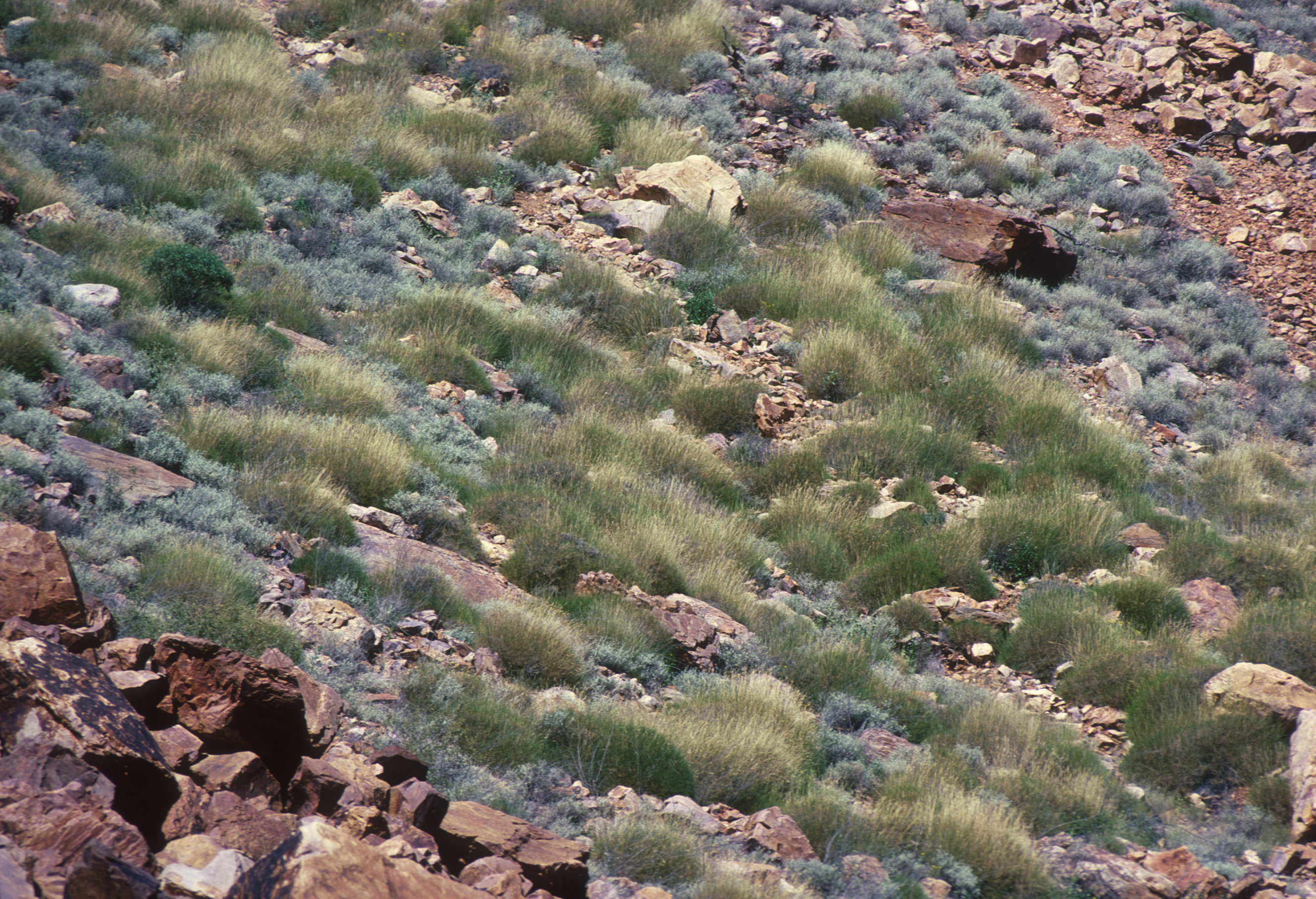
Il vagabondo delle praterie predilige habitat con vegetazione sufficiente.

I vagabondi delle pianure frequentano quasi esclusivamente le praterie aperte umide con erbe perenni ed effimere come la Stipa, la Danthonia o l'Helichrysum. La struttura di queste praterie, ovvero il modo in cui le piante che le costituiscono sono disposte e correlate tra loro, è di fondamentale importanza. I vagabondi delle pianure, infatti, prediligono sempre i prati bassi (mai più alti di 5-10 cm) alternati a pochissime piante più alte (da 10 a 20 cm). Lo spazio tra le piante è occupato da un po' di lettiera e da suolo nudo argilloso di colore bruno-rossastro che si trova solamente nelle pianure elevate, lungo gli argini e nelle paludi ad essi associati. L'habitat adatto a questo uccello è costituito da piccoli appezzamenti frammentati dalla superficie di 50-300 ettari sui quali nessun tipo di pascolo può svilupparsi in nessuna stagione. Tutte le praterie di alta quota vengono generalmente evitate, ma a volte vengono occupati alcuni campi di cereali e alcuni pascoli sfruttati occasionalmente dal bestiame.
I vagabondi delle pianure sono endemici delle regioni orientali e meridionali del continente australiano. Sono più comuni nel Queensland sud-occidentale e centrale, nelle zone occidentali e centrali dello stato del Victoria, nonché nel Nuovo Galles del Sud sud-orientale. Alcuni avvistamenti recenti sono stati effettuati nell'Australia Meridionale e, più raramente, anche nel Territorio del Nord e nell'Australia Occidentale.

## Tassonomia
In passato il vagabondo delle pianure veniva classificato come parente delle starne nell'ordine dei Galliformi (Galliformes) e successivamente posto in un ordine a parte, i Turniciformi (Turniciformes), assieme alla famiglia delle quaglie tridattile (Turnicidae). Tuttavia, le analisi del DNA hanno mostrato che è imparentato con le jacane (Jacanidae) e quindi appartenente all'ordine dei Caradriiformi (Charadriiformes).

## Conservazione

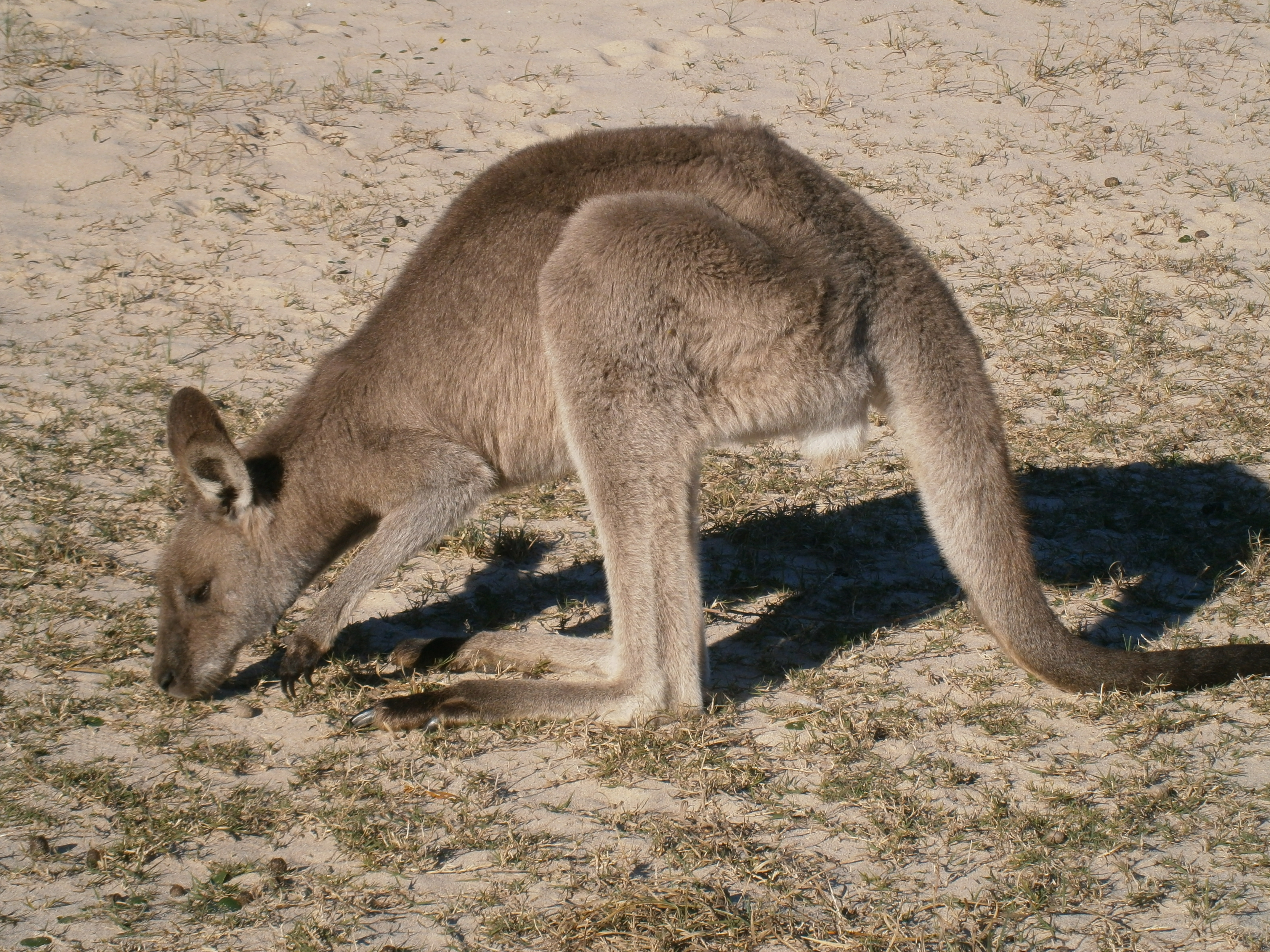
Il pascolo eccessivo da parte di specie endemiche, come vari canguri giganti, mette in pericolo il vagabondo delle praterie.

Il vagabondo delle pianure è stato inserito sulla Lista rossa delle specie minacciate della IUCN nel 1988, dove figura come «specie in pericolo critico» (Critically Endangered) dal 2017. Secondo le stime, si ritiene che ne rimangono solamente tra 250 e 1000 esemplari adulti. Tra il 2001 e il 2014 la popolazione di questi uccelli è diminuita di oltre il 90%.
È dal 1920 che il numero di esemplari è in diminuzione. La regione della Riverina ospitava la popolazione più numerosa, forte di circa 5000 esemplari, mentre in Queensland se ne trovavano circa 1000 e in Australia Meridionale circa 500. 
La specie è minacciata dalla messa a coltura delle praterie, dall'espansione degli insediamenti umani e della rete stradale, ovvero dalla distruzione e frammentazione del suo habitat. Anche molti animali importati, come la volpe rossa, rappresentano un grave pericolo: gli unici nemici naturali del vagabondo delle pianure, infatti, sono i rapaci originari del continente, ma attualmente nella zona abitata dalla specie non ci sono più molti predatori. Inoltre, il suo habitat è limitato dall'espansione naturale delle foreste e dai conigli, che stanno ulteriormente degradando le aree già aride.
Un altro problema per il vagabondo delle pianure è costituito dalla numerosa popolazione di canguri, che ne sta mettendo in pericolo l'habitat a causa del pascolo eccessivo. Questa specie, infatti, nidifica solamente sul terreno, e non può sopravvivere dove non riesce più a trovare piante che servano da nascondiglio e da fonte di cibo. Per cercare di salvare questi piccoli volatili sono state messe in atto misure come la costruzione di recinzioni protettive e abbattimenti selettivi.